# John Hume
John Hume, född 18 januari 1937 i Derry, County Londonderry, död 3 augusti 2020 i Derry, var en nordirländsk politiker.
Hume var ledare för det nordirländska partiet Social Democratic and Labour Party 1979–2001. Han har också varit ledamot av Europaparlamentet, Nordirlands parlament samt det brittiska parlamentet i Westminster.
John Hume anses vara en av de viktigaste politikerna i Nordirlands historia och var en av arkitekterna för att åstadkomma en fredlig utveckling i Nordirland. För detta arbete tilldelades han Nobels fredspris 1998 tillsammans med ledaren för Ulster Unionist Party, David Trimble.